# 大久保光哉
大久保 光哉（おおくぼ みつや、1965年（昭和40年）9月7日 - ）は、日本の声楽家（バリトン）、合唱指揮者、音楽学者、舞台演出家、演奏会プロデューサー。書家。学位は博士（音楽）（東京芸術大学・2003年）。書家としての雅号は、大久保 北叟（おおくぼ ほくそう）。

## 経歴
北海道白糠郡白糠町出身。1984年北海道釧路湖陵高等学校卒業。大学在学中は慶應義塾ワグネル・ソサィエティー男声合唱団に所属。1988年慶應義塾大学法学部法律学科卒業。

## 声楽家として
北海道銀行勤務を経て、東京芸術大学大学院後期博士課程修了。文化庁オペラ研修所第10期生修了。1997年度文化庁在外派遣研修員としてスウェーデンへ留学。帰国後は、札幌新人演奏会、日本演奏連盟新人演奏会（札幌交響楽団、末廣誠指揮）出演。1998年スウェーデン・レクサンド音楽祭にてスウェーデン歌曲の演奏。1999年「明日を担う音楽家による特別演奏会」（主催：文化庁）に出演。
オペラデビューはロッシーニ『セヴィリアの理髪師』のバルトロ。オペラ歌手として、新国立劇場オープニング公演 團伊玖磨『建・TAKERU』（日本初演）をはじめ、日生劇場、シアター1010日米協同オペラ、東京室内歌劇場、東京オペラ・プロデュース、東京二期会、北海道二期会等、数多くのプロダクションに出演しており、昭和音楽大学オペラ情報センターに記録されているだけでも出演回数は50回にのぼる。
また、東京藝術大学定期演奏会、東京フィルハーモニー交響楽団、読売日本交響楽団、東京交響楽団、NHK交響楽団、オーケストラ・アンサンブル金沢、札幌交響楽団、セントラル愛知交響楽団、千葉市管弦楽団等とジャン・フルネ、ネルロ・サンティ、準・メルクル、井上道義などの数多くの主要オーケストラ・指揮者と共演しているのをはじめ、東京新聞フォーラム シベリウス『クッレルヴォ』出演、さらには「フィンランド独立100周年記念事業2017」アイノラ交響楽団（指揮：新田ユリ＝日本シベリウス協会会長）第14回定期演奏会ーフィンランド独立100年によせてーへの出演、シベリウス生誕150年記念と題したリサイタルを開催、日本シベリウス協会創立20周年記念シベリウス・フェスティバルin Japan、日本フィルハーモニー交響楽団・仙台フィルハーモニー管弦楽団定期公演（オーケストラ伴奏によるシベリウス歌曲）、シベリウス歌曲のみのリサイタル（2015年 横浜および東京）、2018年”スウェーデン・日本の伝承を歌うースウェーデン国交樹立150年記念”リサイタルを開催するなど、我が国における北欧歌曲の第一人者としても活動している。
放送分野ではNHK『FMリサイタル』『名曲リサイタル』、NHK BSプレミアム『「クラシック倶楽部」自然をうたうシベリウス』に出演。2004年5月にはサクソフォン平野公崇作曲による新作 サクソフォン、ピアノ、バリトンとオーケストラのための『七つの絵 ー有元利夫に捧ぐー』に起用され、その模様は日本テレビ『深夜の音楽会』で放送された。
その他、東京国際フォーラム開館記念公演「日中オペラガラコンサート」、森公美子のおもしろオペラ館、細川ふみえとの「音楽劇100万回生きたねこ」にも出演している。また、妻でピアニストの大久保（旧姓：西尾）咲恵子とともに「ドクター大久保のおしゃべりコンサート」（2019年までに4か月ごと計17回開催）などを開催している。
二期会会員。二期会オペラ研修所講師。日本声楽家協会会員。あびこ声楽家協会会長。音楽三田会会員。

## 合唱指揮者として
- 男声合唱団シャウティング・フォックス指揮者[18]
- 女声合唱団プリムラコーラス指揮者[16]
- 女声合唱団かずさコール指揮者[16]
- 女声合唱団ひかり指揮者[16]
- 旭川荘グラチア合唱団指導者[19]
- リクルート混声合唱団指揮者[20]
- 慶應義塾ワグネル・ソサィエティーOB合唱団 定期演奏会2010、2016[21]、2018[22]において指揮
- 第66回（2017年）東京六大学合唱連盟定期演奏会 慶應義塾ワグネル・ソサィエティー男声合唱団を指揮[23]
- 2014年 - 神奈川フィル合唱団音楽監督[9]
- 2015年千葉フィルハーモニー管弦楽団第12回「市民による第九」特別演奏会 合唱指揮[24]
- 2020年YORU MACHI 第九コンサート in JR千葉駅[25]

## 演奏会プロデューサーとして（企画・演出・脚本・構成・監修等）
演奏家の枠を超えて、マルチな活動を展開している。
- 2007年千葉市管弦楽団 マスカーニ『カヴァレリア・ルスティカーナ』大久保光哉 演出[8]
- 2010年シティオペラちば モーツァルト『魔笛』大久保光哉 演出[26]
- 2014年千葉市音楽協会『カヴァレリア・ルスティカーナ』大久保光哉 演出・構成[27]
- 2018年「宮澤賢治その光と影 賢治の愛したクラシック音楽と、賢治の歌曲作品」大久保光哉公演監督（演出・構成）[28]
- 2018年「フィガロのいない!?フィガロの結婚」大久保光哉 脚本・演出・構成[29][11]
- 2019年三木稔『ベロ出しチョンマ』大久保光哉 バリトン・構成・衣裳[29]
- 2020年YORU MACHI『第九』コンサート in JR千葉駅（企画・監修：JR千葉駅・大久保光哉、主催：千葉商工会議所、共催：JR千葉駅・千葉駅で第九を歌う会）[25]
- 「滝廉太郎をめぐって ～島崎藤村の回想～」大久保光哉 企画・演出・構成・脚本[4][11]
- 「サウンド・スケープ・イン・我孫子」大久保光哉 企画・演出[11]
- 「我孫子 景観コンサート」大久保光哉 企画・演出・構成・脚本[11]
- 「ひとりでドン・ジョヴァンニ」大久保光哉 バリトン・企画・演出[11]
- 『こうもり』大久保光哉 演出[11]
- 『ラ・ボエーム』大久保光哉 演出[11]
- 「手紙の中のモーツァルト」大久保光哉 企画・構成・脚本[11]
- 「モーツァルトの舞踏会」大久保光哉 構成・脚本[11]

## ディスコグラフィー
- CD サクソフォン、ピアノ、バリトンとオーケストラのための『七つの絵 ー有元利夫に捧ぐー』作曲・サクソフォン：平野公崇、指揮：藤岡幸夫、バリトン：大久保光哉、ピアノ：山田武彦、読売日本交響楽団 2004/10/20[30]

## 受賞歴等（音楽）
- 第7回世界オペラ歌唱コンクール「新しい声97」アジア予選代表としてドイツ本選に出場[6]
- 2003年3月25日 論文「Wilhelm Peterson-Bergerの歌曲とその解釈：Erik Axel Karlfeldtの詩をテクストとした作品を中心に」により、博士号取得（博士（音楽）：博音第51号・東京藝術大学）[31]
- 白糠町文化奨励賞受賞[4]

## 書家として
長尾素光、渡部樹海、山田北翠、渡部半溟に師事。最年少（18歳）にて全日本書芸文化院師範（漢字）を取得。現在、全日本書芸文化院理事、同師範。日本書人連盟会員。日本書人展展覧会委員（無鑑査）。「彩光書道院」主宰。
2016年5月「『札幌・東京の書人14人による書の間奏曲』石田栖湖が育てた日本書人連盟につながる14人」に出展（札幌大丸藤井セントラル スカイホール）。

## 受賞歴（書道）
- 2017年 第28回中岡迂山[34]全国書展 高知県知事賞受賞[35]
- 2018年 第29回中岡迂山全国書展 北川村長賞受賞[36]